# Antonio Palandri
Geo Antonio Palandri (Montieri, 3 marzo 1925 – Grosseto, 23 novembre 2003) è stato un politico italiano.

## Biografia
Conseguita la licenza elementare, Palandri crebbe negli ambienti delle miniere tra Boccheggiano e Montieri, lavorando come operaio fino all'immediato dopoguerra. Dal 1949 al 1951 ricoprì la carica di segretario del sindacato minatori, e in seguito divenne segretario della Cgil provinciale e della Camera confederale del Lavoro di Grosseto.
Iscrittosi al Partito Comunista Italiano, ne divenne membro del consiglio direttivo della federazione provinciale e successivamente ricoprì la carica di vice-presidente della Provincia di Grosseto dal 1960, sotto la presidenza del socialista Mario Ferri. Nel 1967, con l'uscita del Partito Socialista Italiano dalla maggioranza, Palandri venne eletto presidente della provincia, carica che ricoprì fino al 1970.
Eletto alle elezioni regionali del 1970 nella circoscrizione di Grosseto con 3 542 preferenze nella lista del PCI e fu fino al 1975 consigliere regionale della Toscana e membro della Commissione urbanistica. Negli anni ottanta, dopo una parentesi come presidente della Rama Mobilità, azienda di trasporto pubblico della Toscana meridionale, si ritirò definitivamente dalla scena pubblica.
Morì a Grosseto a 78 anni il 23 novembre 2003.